# ببغاء أميرة ويلز
ببغاء أميرة ويلز (الاسم العلمي: Polytelis alexandrae) (بالإنجليزية: Princess parrot)‏ أو (بالإنجليزية: Queen Alexandra parrot)‏ أو (بالإنجليزية: Alexandra's parakeet)‏ أو (بالإنجليزية: Princess of Wales parakeet)‏ أو (بالإنجليزية: rose-throated parakeet)‏ أو (بالإنجليزية: spinifex parrot)‏ ، هو نوع ينتمي إلى بستاكوليداي (فصيلة: Psittaculidae) .